# 木下いたる
木下 いたる（きのした いたる）は、日本の漫画家。恐竜を題材にしたパニック漫画『ギガントを撃て』で漫画家としてデビューし、2021年から『ディノサン』を連載している。

## 来歴
小学生のころからニワトリ・ブタ・ウシの飼育を手伝っていた。また、幼少期から恐竜が好きだったと語っている。
学生のころから絵の製作を好んでおり、美術系の高校へ進学。しかし卒業が近づいても美術学校への進学意欲はなく、特に目的もなく過ごしていたという。保護者から渡された語学学校のパンフレットに刺激を受け、映画、特にハリウッド映画の勉強をしたいと考え、高校卒業直後の渡米を決意する。しかし渡米後も映画関係への就職は厳しく、特殊メイクアップアーティストのAKIHITOやアニメーションアーティストの堤大介と連絡を取り相談していた。
相談の末、いまだに自身の目標が漠然としていたことを悟り、好きな理由が明確なものを生業にする方が良いと考え始める。渡米中に既に漫画執筆も始めており、徐々に映画から漫画へ活動をシフトする。その後、2011年ころには、パラオにて飲食店の立ち上げスタッフとして勤務。このころに居住していたアパートが森林と隣接しており、森から聞こえる動物の鳴き声に刺激を受け、恐竜を題材とする漫画作品の着想を得る。この時、映画『ジュラシック・パーク』であまり描かれなかった恐竜の飼育漫画の創作を決める。
日本へ帰国後、映画館に勤務して収入を得ながら漫画家を目指し、複数の漫画賞を受賞。ただし落選とボツも繰り返しており、この時期に心が荒んだと語っている。また、物語に恐竜を組み込むことが難しく、企画の進行は順調ではなかった。30歳までに連載できなければ諦めるというプランを立て、就職先にも目星をつけていたが、30歳直前に初の連載の兆しが見え漫画家を継続した。2018年6月から講談社のコミックDAYSにて、江戸時代を舞台とした恐竜パニックアクション漫画『ギガントを撃て』を連載。同年11月に単行本第1巻を発売した。
『ギガントを撃て』連載終了後は、引き続き恐竜を題材とし、かつ当初思い描いていた飼育漫画を創作する。こうして製作された『ディノサン』の世界観は新潮社に受け入れられ、同社の『月刊コミックバンチ』にて連載が決定した。2021年3月から連載を開始し、同年9月に単行本第1巻を発売した。

## 人物
絵の製作と映画を好んでおり、渡米中にも漫画家として活動しながらも映画への情熱が覚めたわけではないと語っている。『ディノサン』連載中も映画と漫画を特に区別しておらず、「どちらも作っているという感覚」と述べており、また自著の映画化を夢見ている。
『ディノサン』の監修を担当する藤原慎一からは、恐竜の復元に関して熱意があり、正確性に妥協をしていないと評されている。また、現生の動物好きでもあると述べられている。

## 作品リスト
- 『ギガントを撃て』講談社〈アフタヌーンKC〉全3巻（『コミックDAYS』2018年6月15日 - 2019年6月14日） - 第3巻は電子書籍のみ。
- 『ディノサン』新潮社〈BUNCH COMICS〉既刊7巻（『月刊コミックバンチ』2021年5月号 - 2024年5月号→『コミックバンチKai』2024年4月26日[8] - ）